# Bally's Atlantic City
Bally's Atlantic City, tidigare Bally's Park Place, är både ett kasino och ett hotell som ligger i Atlantic City, New Jersey i USA. Den ägs av Vici Properties och drivs av Caesars Entertainment Corporation. Hotellet har totalt 1 169 hotellrum.
Kasinot har sitt ursprung från 1979 när företaget Bally Manufacturing Corporation, som tillverkade enarmade banditer och flipperspel, köpte en majoritetsaktiepost i ett framtida kasinoprojekt som skulle byggas i Atlantic City. Ett hotell i anslutning till ett kasino var ett måste för att kunna bedriva en framgångsrik kasinoverksamhet men eftersom det skulle ta längre tid att bygga och fördyra projektet så beslutade man att bygga kasinot på den tomt man hade och köpte det redan existerande hotellet Dennis Hotel som låg på granntomten. Kasinot och det nyrenoverade Dennis Hotel invigdes den 30 december 1979 som Bally's Park Place Casino and Hotel. 1989 uppförde man en skyskrapa i syfte att utöka sitt hotell med fler hotellrum. I mitten av 1990-talet ville man  också utöka sin kasinoverksamhet och man invigde ett andra kasino med namnet Wild Wild West Casino den 1 juli 1997. 2000 genomgick kasinot ett namnbyte när det fick sitt nuvarande namn. 2001 köpte man det närliggande hotellet Claridge Hotel and Casino för att ytterligare utöka sin hotellkapacitet och den fick namnet Claridge Tower. 2005 köpte kasinooperatören Harrah's Entertainment konkurrenten Caesars Entertainment, Inc. som ägde bland annat kasinonen med varumärket Bally's, 2010 bytte Harrah's namn till Caesars Entertainment Corporation. 2013 sålde man Claridge Tower till ett Florida-baserad fastighetsutvecklingsföretag. 2017 köpte Vici Properties kasinot från Caesars Entertainment Corporation på grund av akut konkurshot.